# Cilegon
Cilegon – miasto w Indonezji na wyspie Jawa w prowincji Banten; powierzchnia 175,50 km²; 300 tys. mieszkańców (2005).
Ośrodek przemysłowy, produkcja stali; port morski Ciwandan Port nad cieśniną Sundajską.